# 12.9インチiPad Pro (第2世代)
12.9インチiPad Pro（12.9インチアイパッド プロ）はAppleが開発、販売したタブレット型コンピュータである。

## 概要
2017年6月5日（現地時間）に発表された。前モデルと比べCPUは30%、グラフィックでは40%の性能向上を実現したApple A10Xを搭載している。10.5インチモデルと同等だが、カラーバリエーションは第1世代同様、スペースグレイ、ゴールド、シルバーの3色展開となっている。ストレージ容量は64GB、256GB、512GBを用意。従来のWi-Fi+Cellular版はApple SIMを利用する場合、別途用意する必要があったが、先代と異なり、Apple SIM内蔵となる。また従来は9.7インチモデルの方が高性能だったディスプレイが刷新され、True Toneディスプレイの追加やProMotionテクノロジーの追加により画面のリフレッシュレートが今までの60hzから120hzに向上した。
iPhone 8/8 Plus及びiPhone Xと同等に、iPadPro12.9インチモデルもUSB-PDによる充電(急速充電)に対応している（5V×2.4A→15V×2A）。急速充電するにはApple USB-C - LightningケーブルとApple 29W USB-C電源アダプタ、もしくはUSB-PD対応USB‑C電源アダプタを使用する必要がある。急速充電を行うと60分で50%まで充電でき、通常充電で5時間強かかるものが、2時間半で満充電される。29W以上のMacbook電源アダプタを使用しても29W電源アダプタと同じ出力になる。
12.9インチモデルの第1世代と第2世代は、サイズは同じでも、カメラレンズ周りやマイクの位置に違いがあり (カメラレンズが突き出た形状になり、新たにフラッシュライトが搭載された。第1世代ではカメラレンズ周りにあったデュアルマイクロフォンの穴は、背面の中央上部に移動した。) 、第1世代用のApple純正Silicone Caseを第2世代に装着した場合、カメラ周りとマイク穴が一致しない。Smart CoverとSmart Keyboardは同じものを使えるが、背面保護ケースは流用できない。
Lightning端子は、USB 3.0対応である。
2023年12月、AppleによりiPhone SE (第1世代)と共にビンテージ製品リストに追加された。これにより正規修理店での修理が保証されなくなった。
2024年6月10日にWWDC24により発表されたiPadOS 18では、10.5インチiPad Pro/iPad (第6世代)と共にサポート対象外とされた。

### 専用オプション
iPad Proの画面スペックを活かすため、専用のオプションが2つ用意されている。
Smart Keyboard
専用のキーボードで、本体左側にあるSmart Connectorに端子を重ねることで本体から給電され直ちに接続が可能となる。3層構造でキーボード部4ミリ、最薄部3.2ミリの厚さでありながら耐久性のある素材を使用し、スプリング等がなくてもキーの入力もしっかりできるほか、隙間がないため水や汚れへの耐久性も備えている。またこれまでのSmart Cover同様に、持ち運び時のカバーや動画等閲覧時のスタンドとしても使用可能となっている。
Apple Pencil (第1世代)
専用のスタイラス。使用するとiPad Pro側で感知し、秒間240回のスピードで動きをスキャンするほか、Pencil側に感圧センサーと傾斜センサーを内蔵し、筆圧の強弱によって線の太さが、傾き具合によって線の濃淡が反映される。iPad Proのlightningコネクタに15秒挿すことで30分使える急速充電に対応し、フル充電状態では12時間使うことが可能となっている。

## iPadモデルの変遷
（横スクロールできる画像です）